# Bassin de Wilkes
Le bassin de Wilkes est un grand bassin subglaciaire situé généralement au sud de la côte George V et à l'ouest de la chaîne du Prince-Albert, dans l'Antarctique de l'Est. Il mesure environ 1 400 km de long et 400 km de large. Le bassin de Wilkes est considéré comme le plus grand bassin versant marin de l'Antarctique de l'Est et pourrait être dans un état d'instabilité de la calotte glaciaire marine, causée par l'intrusion d'eau chaude dans les cavités de la plate-forme.

## Histoire
Le bassin est découvert lors de la traversée de la terre Victoria par les États-Unis en 1959-1960 et est nommé par le Comité de conseil américain pour les noms en Antarctique (US-ACAN) (1961) en raison de la proximité de la partie occidentale de cet élément avec la terre de Wilkes et des explorations effectuées le long de la côte George V par l'expédition d'exploration des États-Unis (1838-42) sous la direction du lieutenant Charles Wilkes.

## Déglaciation
Une étude publiée dans Nature Climate Change le 5 mai 2014 indique que la glace marine piégée dans le bassin risque de fondre au cours des 200 prochaines années. Si elle n'est pas arrêtée, la glace de l'Antarctique de l'Est se déplacera alors dans la mer au cours des 5 000 à 10 000 prochaines années, ce qui pourrait faire monter le niveau des mers dans le monde entier de trois à quatre mètres pendant cette période. Le Groupe d'experts intergouvernemental sur l'évolution du climat (GIEC) a indiqué (avec un faible degré de confiance) dans son sixième rapport d'évaluation qu'en cas de réchauffement de 3 °C à 5 °C, le plus extrême des trois scénarios de réchauffement envisagés, des parties substantielles ou la totalité du bassin sous-glaciaire de Wilkes dans l'Antarctique de l'Est pourraient fondre sur plusieurs millénaires. En 2022, le bassin est inclus dans une évaluation approfondie des points de basculement dans le système climatique publiée dans Science, où il est regroupé avec plusieurs autres bassins sous-glaciaires tels que le bassin Aurora, situé à proximité. L'étude conclut que leur seuil de basculement collectif se situe autour de 3 °C, avec une fourchette comprise entre 2 °C et 6 °C. Leur effondrement prendrait alors entre 500 et 10 000 ans (avec une médiane de 2 000 ans). Le changement associé dans la rétroaction glace-albédo devrait augmenter la température mondiale de 0,05 °C supplémentaire,.